# Platycyamus flaviscutatus
Platycyamus flaviscutatus is een vlokreeftensoort uit de familie van de Cyamidae. De wetenschappelijke naam van de soort is voor het eerst geldig gepubliceerd in 1989 door Waller.